# 施朝榦
施朝榦（生年不詳—1797年），一寫為朝幹，字培叔，又字鐵如，號小鐵、廷午，室名六義齋。江蘇省揚州府儀徵縣（今屬揚州市）人，清朝政治人物、詩人。

## 生平
乾隆二十八年（1763年）癸未科第二甲第二十九名進士出身。歷官不詳，至四十三年（1778年）任禮部儀制司郎中。緣事革職，四十五年（1780年）復官。
五十三年（1788年）任掌廣西道監察御史，數次密奏，得到乾隆帝嘉許悅納、下部議行。至五十七年（1792年）為通政使司副使，九月七日升太僕寺卿。
六十年（1795年）：太僕寺卿，四月二十七日升太常寺卿。七月七日充山東鄉試正考官。八月出差以太常寺卿提督湖北學政。
嘉慶二年（1797年）：太常寺卿、湖北學政，三月二十四日遷宗人府丞、仍湖北學政。十一月卒於任上。
個性清廉耿介，居住在邗上，不屑跟鹽商往來。到京城當官後，只有破車一輛、老屋子幾間，貧乏中誦讀經籍，很少接待賓客。年少時就以詩聞名，王鳴盛刊行《吳中十子詩》以施朝榦居首位。王昶說施朝榦「質樸清真、不尚才藻、得之孟東野、梅聖俞為多」。錢大昕評價施朝榦詩風在高適、岑參、李頎、王昌齡之間。古文文筆也簡潔、有法度。

## 著作
- 《六義齋集》
- 《正聲集》